# トロン: レガシー オリジナル・サウンドトラック
『トロン: レガシー オリジナル・サウンドトラック』は、2010年の映画『トロン: レガシー』のサウンドトラックで、フランスのダフト・パンクが手掛けた。アルバムは2010年12月6日に北米で、15日に日本で発売された。

## 背景
『トロン: レガシー』の監督のジョセフ・コシンスキーと音楽監督のジェイソン・ベントリーがダフト・パンクにアプローチし、映画のBGM制作を依頼した。
スコアの約85%は、ロンドンのAIRリンドハースト・スタジオにてオーケストラでレコーディングされた。コジンスキーは、スコアをオーケストラと電子的要素の混合物であると説明した。ダフト・パンクのスコアは、Joseph Trapaneseによってアレンジ、調整された。

## 評価
| 専門評論家によるレビュー | 専門評論家によるレビュー |
| レビュー・スコア         | レビュー・スコア         |
| 出典                     | 評価                     |
| ------------------------ | ------------------------ |
| Allmusic                 | [ 5 ]                    |
| The A.V. Club            | (B)                      |
| Chicago Tribune          | [ 7 ]                    |
| Clash                    | (7/10)                   |
| Entertainment Weekly     | (B)                      |
| Los Angeles Times        | [ 10 ]                   |
| NME                      | (8/10)                   |
| Pitchfork Media          | (5.5/10)                 |
| Rolling Stone            | [ 13 ]                   |
| Slant Magazine           | [ 14 ]                   |
| Spin                     | (7/10)                   |

多くの音楽評論家から好評を受けており、Metacriticでの平均スコアは、評論家の20人中15人から好評で、平均点は100点中76点であった。

## トラックリスト

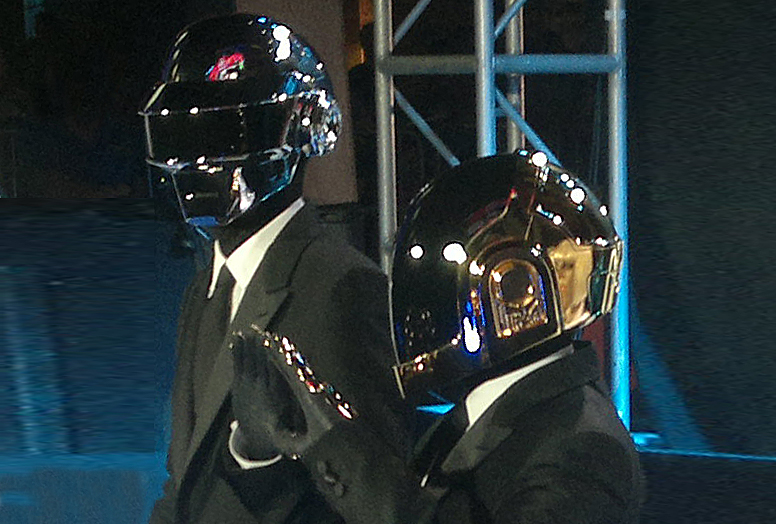
トロン・レガシーのプレミア上映会に出演した2人

| 全作曲: トーマ・バンガルテル、ギ＝マニュエル・ド・オメン＝クリスト/オーケストラ：Joseph Trapanese。 |                                                                   |       |                                                                                              |      |
| #                                                                                                   | タイトル                                                          | 作詞  | 作曲・編曲                                                                                   | 時間 |
| 1.                                                                                                  | 「序章（トロン: レガシー） Overture」                             |       | トーマ・バンガルテル 、 ギ＝マニュエル・ド・オメン＝クリスト /オーケストラ：Joseph Trapanese | 2:28 |
| 2.                                                                                                  | 「グリッド The Grid」                                             |       | トーマ・バンガルテル 、 ギ＝マニュエル・ド・オメン＝クリスト /オーケストラ：Joseph Trapanese | 1:37 |
| 3.                                                                                                  | 「フリンの息子 The Son of Flynn」                                 |       | トーマ・バンガルテル 、 ギ＝マニュエル・ド・オメン＝クリスト /オーケストラ：Joseph Trapanese | 1:35 |
| 4.                                                                                                  | 「レコグナイザー Recognizer」                                     |       | トーマ・バンガルテル 、 ギ＝マニュエル・ド・オメン＝クリスト /オーケストラ：Joseph Trapanese | 2:38 |
| 5.                                                                                                  | 「アーマリー Armory」                                             |       | トーマ・バンガルテル 、 ギ＝マニュエル・ド・オメン＝クリスト /オーケストラ：Joseph Trapanese | 2:03 |
| 6.                                                                                                  | 「アリーナ Arena」                                                |       | トーマ・バンガルテル 、 ギ＝マニュエル・ド・オメン＝クリスト /オーケストラ：Joseph Trapanese | 1:33 |
| 7.                                                                                                  | 「リンズラー Rinzler」                                            |       | トーマ・バンガルテル 、 ギ＝マニュエル・ド・オメン＝クリスト /オーケストラ：Joseph Trapanese | 2:18 |
| 8.                                                                                                  | 「ザ・ゲーム・ハズ・チェンジド The Game Has Changed」             |       | トーマ・バンガルテル 、 ギ＝マニュエル・ド・オメン＝クリスト /オーケストラ：Joseph Trapanese | 3:25 |
| 9.                                                                                                  | 「アウトランド Outlands」                                         |       | トーマ・バンガルテル 、 ギ＝マニュエル・ド・オメン＝クリスト /オーケストラ：Joseph Trapanese | 2:42 |
| 10.                                                                                                 | 「トロンのためのアダージョ Adagio for Tron」                      |       | トーマ・バンガルテル 、 ギ＝マニュエル・ド・オメン＝クリスト /オーケストラ：Joseph Trapanese | 4:11 |
| 11.                                                                                                 | 「ノクターン Nocturne」                                           |       | トーマ・バンガルテル 、 ギ＝マニュエル・ド・オメン＝クリスト /オーケストラ：Joseph Trapanese | 1:42 |
| 12.                                                                                                 | 「エンド・オブ・ライン End of Line」                              |       | トーマ・バンガルテル 、 ギ＝マニュエル・ド・オメン＝クリスト /オーケストラ：Joseph Trapanese | 2:36 |
| 13.                                                                                                 | 「ディレズド Derezzed」                                           |       | トーマ・バンガルテル 、 ギ＝マニュエル・ド・オメン＝クリスト /オーケストラ：Joseph Trapanese | 1:44 |
| 14.                                                                                                 | 「フォール Fall」                                                 |       | トーマ・バンガルテル 、 ギ＝マニュエル・ド・オメン＝クリスト /オーケストラ：Joseph Trapanese | 1:23 |
| 15.                                                                                                 | 「ソーラー船 Solar Sailer」                                       |       | トーマ・バンガルテル 、 ギ＝マニュエル・ド・オメン＝クリスト /オーケストラ：Joseph Trapanese | 2:42 |
| 16.                                                                                                 | 「レクティファイアー Rectifier」                                  |       | トーマ・バンガルテル 、 ギ＝マニュエル・ド・オメン＝クリスト /オーケストラ：Joseph Trapanese | 2:14 |
| 17.                                                                                                 | 「ディスク・バトル Disc Wars」                                    |       | トーマ・バンガルテル 、 ギ＝マニュエル・ド・オメン＝クリスト /オーケストラ：Joseph Trapanese | 4:11 |
| 18.                                                                                                 | 「クルー C.L.U.」                                                 |       | トーマ・バンガルテル 、 ギ＝マニュエル・ド・オメン＝クリスト /オーケストラ：Joseph Trapanese | 4:39 |
| 19.                                                                                                 | 「アライバル Arrival」                                            |       | トーマ・バンガルテル 、 ギ＝マニュエル・ド・オメン＝クリスト /オーケストラ：Joseph Trapanese | 2:00 |
| 20.                                                                                                 | 「フリン・ライヴズ Flynn Lives」                                  |       | トーマ・バンガルテル 、 ギ＝マニュエル・ド・オメン＝クリスト /オーケストラ：Joseph Trapanese | 3:22 |
| 21.                                                                                                 | 「トロン: レガシー（エンド・タイトル） Tron Legacy (End Titles)」 |       | トーマ・バンガルテル 、 ギ＝マニュエル・ド・オメン＝クリスト /オーケストラ：Joseph Trapanese | 3:18 |
| 22.                                                                                                 | 「フィナーレ（トロン: レガシー） Finale」                         |       | トーマ・バンガルテル 、 ギ＝マニュエル・ド・オメン＝クリスト /オーケストラ：Joseph Trapanese | 4:23 |
| 合計時間:                                                                                           | 合計時間:                                                         | 58:44 |                                                                                              |      |

| #         | タイトル              | 作詞 | 作曲・編曲 | 時間 |
| --------- | --------------------- | ---- | ---------- | ---- |
| 23.       | 「Father and Son」    |      |            | 3:12 |
| 24.       | 「Outlands, Part II」 |      |            | 2:53 |
| 合計時間: | 合計時間:             | 6:05 |            |      |

| #         | タイトル              | 作詞 | 作曲・編曲 | 時間 |
| --------- | --------------------- | ---- | ---------- | ---- |
| 23.       | 「Sea of Simulation」 |      |            | 2:41 |
| 合計時間: | 合計時間:             | 2:41 |            |      |

| #         | タイトル            | 作詞 | 作曲・編曲 | 時間 |
| --------- | ------------------- | ---- | ---------- | ---- |
| 23.       | 「Sunrise Prelude」 |      |            | 2:50 |
| 合計時間: | 合計時間:           | 2:50 |            |      |

| #         | タイトル           | 作詞  | 作曲・編曲 | 時間 |
| --------- | ------------------ | ----- | ---------- | ---- |
| 1.        | 「ENCOM, Part I」  |       |            | 3:53 |
| 2.        | 「ENCOM, Part II」 |       |            | 2:18 |
| 3.        | 「Round One」      |       |            | 1:41 |
| 4.        | 「Castor」         |       |            | 2:19 |
| 5.        | 「Reflections」    |       |            | 2:42 |
| 合計時間: | 合計時間:          | 12:53 |            |      |

## チャート推移
| チャート (2010)      | 最高順位 |
| -------------------- | -------- |
| 全豪アルバムチャート | 31       |
| 全英ダンスチャート   | 1        |
| 全英アルバムチャート | 39       |
| Billboard 200        | 4        |